# Zane Lowe
Alexander Zane Reid Lowe (Auckland, 7 de agosto de 1973), mais conhecido como Zane Lowe, é um radialista, DJ, produtor musical e apresentador de televisão neozelandês, conhecido pela apresentação da Beats 1.